# Mountain Bike Hall of Fame
La Mountain Bike Hall of Fame (MBHOF) fu istituita nel 1988 per tenere traccia della storia del mountain biking. Ubicata a Crested Butte, in Colorado, fu trasferita a Fairfax nel 2014, in California, e divenne parte del museo Marin del ciclismo.
A partire dalla creazione di questo sport negli anni settanta, il mountain biking è diventato immensamente popolare a livello mondiale e la MBHOF tiene traccia di individui ed eventi che hanno contribuito significativamente alla storia di questa disciplina. Il museo ospita cimeli, bici vintage, componenti, fotografie storiche e ritagli di giornale provenienti da corse ed eventi vari. A partire dal 2006 la MBHOF ha premiato 96 persone e 4 gruppi che hanno dato importante contribuito al mountain biking.